# Melanoplus confusus
Melanoplus confusus es una especie de saltamontes perteneciente a la familia Acrididae. Se encuentra en América del Norte.
El color de las ninfas varía de gris a verde según el estadio. Los adultos son grises o marrones con manchas negras. Se alimentan de plantas herbáceas y pastos. Sus poblaciones suelen ser bajas y raramente llegan a ser un problema para la agricultura.